# Kiril Svéixnikov
Kirill Mikhàilovitx Svéixnikov (en rus Кирилл Михайлович Свешников) (10 de febrer de 1992) és un ciclista rus, professional des del 2012 i actualment a l'equip Gazprom-RusVelo. Combina la carretera amb el ciclisme en pista on ha obtingut una medalla als Campionats del Món i diverses proves de la Copa del Món.
Pocs dies abans de començar els Jocs Olímpics de Rio, es va anunciar que l'UCI excloïa Svéixnikov de poder participar en els Jocs, juntament amb altres ciclistes russos, degut al seu historial amb el dopatge.

## Palmarès en pista
- 2010
  -  Campió d'Europa júnior en Persecució per equips (amb Roman Ivlev, Pavel Karpenkov i Evgeny Shalunov)
- 2011
  -  Campió d'Europa sub-23 en Persecució per equips (amb Sergey Chernetskiy, Artur Ierxov i Maksim Kozyrev)

### Resultats a laCopa del Món
- 2011-2012
  - 1r a la Classificació general i a la prova de Pequín, en Scratch
- 2013-2014
  - 1r a Guadalajara, en Puntuació
- 2015-2016
  - 1r a Cali, en Persecució per equips

## Palmarès en ruta
- 2011
  - 1r a la Volta a La Corunya
- 2014
  - Vencedor d'una etapa al Trofeu Joaquim Agostinho